# Fernando Meléndez
Fernando Meléndez Celis (Yurimaguas, Loreto; 15 de noviembre de 1972) es un administrador de empresas y político peruano. Desde el 1 de enero de 2015 hasta el 31 de diciembre de 2018 fue el Gobernador Regional del Departamento de Loreto. Fue congresista de la república durante el periodo parlamentario 2020-2021.

## Biografía
Nació en Yurimaguas, ciudad capital de la Provincia de Alto Amazonas, al oeste del departamento de Loreto. Es hermano de Jorge Meléndez Celis. Hizo sus estudios primarios en la Escuela Estatal № 62173 y secundarios en el Mons. Atanasio Jauregui Goiri en el distrito de Yurimaguas. Posteriormente, estudió Administración de Empresas en la Universidad Nacional de la Amazonia Peruana en Iquitos. Desde muy joven participó en política dirigiendo protestas durante los 80 en plena guerra contra el terrorismo[cita requerida].
En 2004 creó el partido político Movimiento Integración Loretana y postuló en las elecciones regionales de 2010, en las que quedó en cuarto lugar con el 12.288% de los votos. Postuló nuevamente en las elecciones regionales de 2014 y resultó elegido como presidente regional de Loreto.

## Vida política
Se postuló al cargo de gobernador por primera vez en las elecciones regionales y municipales de 2014 al frente del Movimiento Integración Loretana, postulando junto al empresario Pedro Enrique Portocarrero Nogueira como vicegobernador y la arquitecta Adela Jiménez que se proponía a ocupar por segunda vez consecutiva el cargo de alcalde de la Municipalidad Provincial de Maynas. Su equipo técnico estuvo agrupado en su mayoría de los opositores de la anterior gestión del entonces gobernador regional Yván Vásquez que intentaba llegar al poder por tercera vez. En las elecciones del 5 de octubre de 2014 logró ganar con mayoría al movimiento Fuerza Loretana el cual era dirigido por Vásquez.

### Congresista
En el 2020 fue elegido congresista de la República en representación de Loreto por el partido político Alianza para el Progreso.
El 9 de abril de 2020, Meléndez fue el segundo congresista en salir positivo en la prueba de COVID-19.
Meléndez se mostró a favor de la vacancia del presidente Martín Vizcarra durante los dos procesos que se dieron para ello, el segundo de los cuales terminó sacando al expresidente del poder. El congresista apoyó la moción siendo uno de los 105 parlamentarios que votó a favor de la vacancia del presidente Martín Vizcarra.

## Controversias

### Amiguismo Meléndez-Donayre

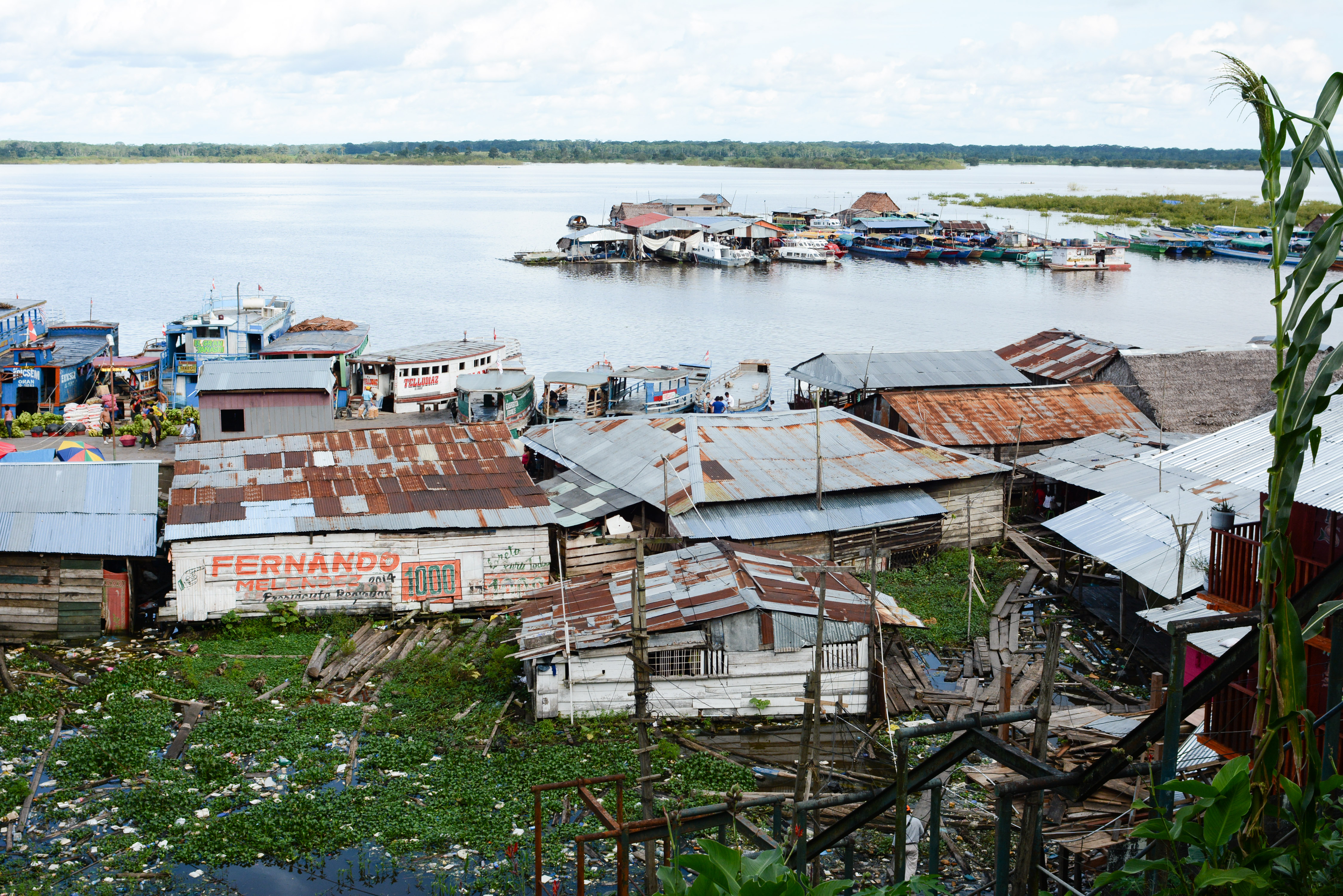
Campaña política de Meléndez Celis en 2014.

En 2016 el diario local Pro & Contra publicóm un documento donde mostraba que Meléndez Celis estaba creando un ambiente de amiguismo en las esferas más altas de los políticos de Loreto. Patricia Donayre, miembro del partido fujimorista Fuerza Popular y asociada al Movimiento de Integración Loretana, habría sido designada como secretaria general cuando Meléndez ocupaba el cargo de presidente del Consejo Interregional Amazónico (CIAM). Como agradecimiento, según la fiscalía, Donayre ingresó personas leales a Meléndez cuando este ya era gobernador. Estas personas públicamente fingían ejercer como periodistas y trabajaban representando al Estado en empresas privadas propiedad de Donayre. De esta forma, ella cobraba el sueldo del servicio que este grupo prestaba en sus empresas.

### Escándalo de las mochilas
En marzo de 2017 la fiscalía intervino la sede oficial del Gobierno Regional de Loreto en Iquitos por las constantes acusaciones de varios sectores internos del gobierno regional que acusaban un acto de corrupción durante una licitación de útiles escolares para el periodo 2017-2018 en las cuales Meléndez Celis y toda su junta de regidores supuestamente habían sido coimiados por una de las empresas competidoras para que recibieran la buena pro de la licitación.

### Lavado de activos
En abril de 2017 el diario nacional El Comercio mostró que Meléndez Celis era investigado por el presunto delito de lavado de activos. La fuente del diario se basaba en un informe de la Unidad de Inteligencia Financiera (UIF), según el informe Meléndez movilizó grandes cantidades de dinero mal habido.

### Audios del tráfico de madera
A finales de octubre de 2019, se destapó que durante la gestión de Meléndez, junto a su hermano Jorge Meléndez Celis formaban parte de una red de tala ilegal de madera en la provincia de Loreto. En el momento del escándalo, su hermano ocupaba el cargo de titular de Ministerio de Desarrollo e Inclusión Social, del cual tuvo que renunciar por las fuertes críticas.

## Distinciones
- Condecoración de la Academia Diplomática del Perú (2017).